# 捕撈對環境的影響

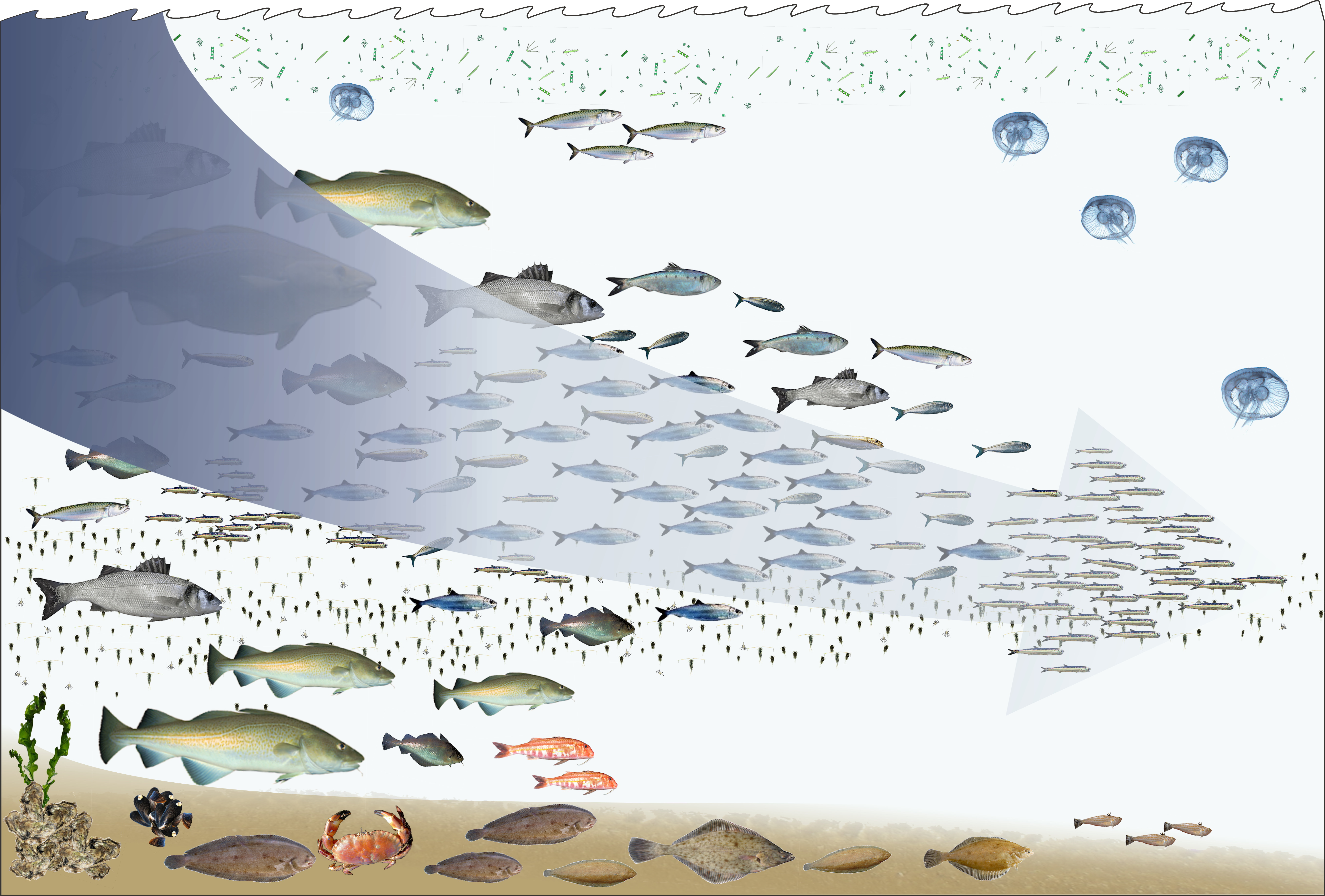
沿食物網捕撈
對高營養級魚類（如鮪魚）的過度捕撈會導致
海洋中僅剩下低營養級的海生物（如水母）。

野生捕撈和水產養殖水產品的溫室氣體排放比較（公斤（排放）/公斤（可食用重量））。

捕撈對環境的影響（英語：Environmental impact of fishing）涵蓋的有可供捕撈的水產、過度捕撈、漁場和漁業管理等方面，還有工業化捕魚附帶產生因素（例如混獲）對環境的影響。這些問題存在在海洋保護的範疇內，可透過漁業學計劃尋求解決的方式。根據糧農組織（FAO）在2019年發表的報告，全球在魚類、甲殼動物、軟體動物和其他水生動物的捕獲量持續增長，在2017年達到1.726億噸，比2016年增長4.1%。但水產類的供應不敷需求，差距越來越大，世界人口增長是導致這種結果的原因之一。
捕撈和隨之產生的污染是導致海洋健康和水質下降的最大原因。幽靈漁網（即遺棄在海洋中的漁網）是由塑料和尼龍製成，需極長時間才有機會分解，會對海中野生動物和生態系統造成極大破壞。海洋佔地球面積的70%，過度捕撈和破壞海洋環境會對地球上的每個人和每件事都產生影響。除過度捕撈之外，大量水產品浪費而造成的供應不足，還有海洋中的微塑料也導致水產品受到污染。後者主要是由海洋廢棄物中的塑料，以及塑料製成的漁具（如流網和延繩漁網，這些漁具因使用磨損、丟失或被拋棄）所產生。
《科學雜誌》於2006年11月發表一項為期4年的研究報告，預測若照目前的趨勢，世界將在2048年耗盡野生捕撈的海產類。研究者表示這種結果是因有過度捕撈、污染和其他環境因素同時發生，海洋生態系統遭到破壞，海產生物數量因而大幅下降的結果。為此，如東加、美國、澳大利亞和巴哈馬等許多國家和國際管理機構已採取措施，設法妥善管理海洋資源。
由於拖網捕魚使用巨大漁網在海底拖曳，這種過度捕撈的方式也同時把珊瑚礁破壞，許多在珊瑚礁環境中生活的物種（參見生態棲位）也因此受到威脅。
| Food types         | 溫室氣體排放 (克CO2當量/克蛋白質 |
| ------------------ | -------------------------------- |
| 牛肉               | 62                               |
| 再循環水產養殖系統 | 30                               |
| 拖網捕撈           | 26                               |
| 水產養殖           | 12                               |
| 豬肉               | 10                               |
| 禽肉               | 10                               |
| 乳製品             | 9.1                              |
| 漁業               | 8.6                              |
| 蛋類               | 6.8                              |
| 根菜               | 1.7                              |
| 小麥               | 1.2                              |
| 玉米               | 1.2                              |
| 豆類               | 0.25                             |

## 對海洋棲息地的影響

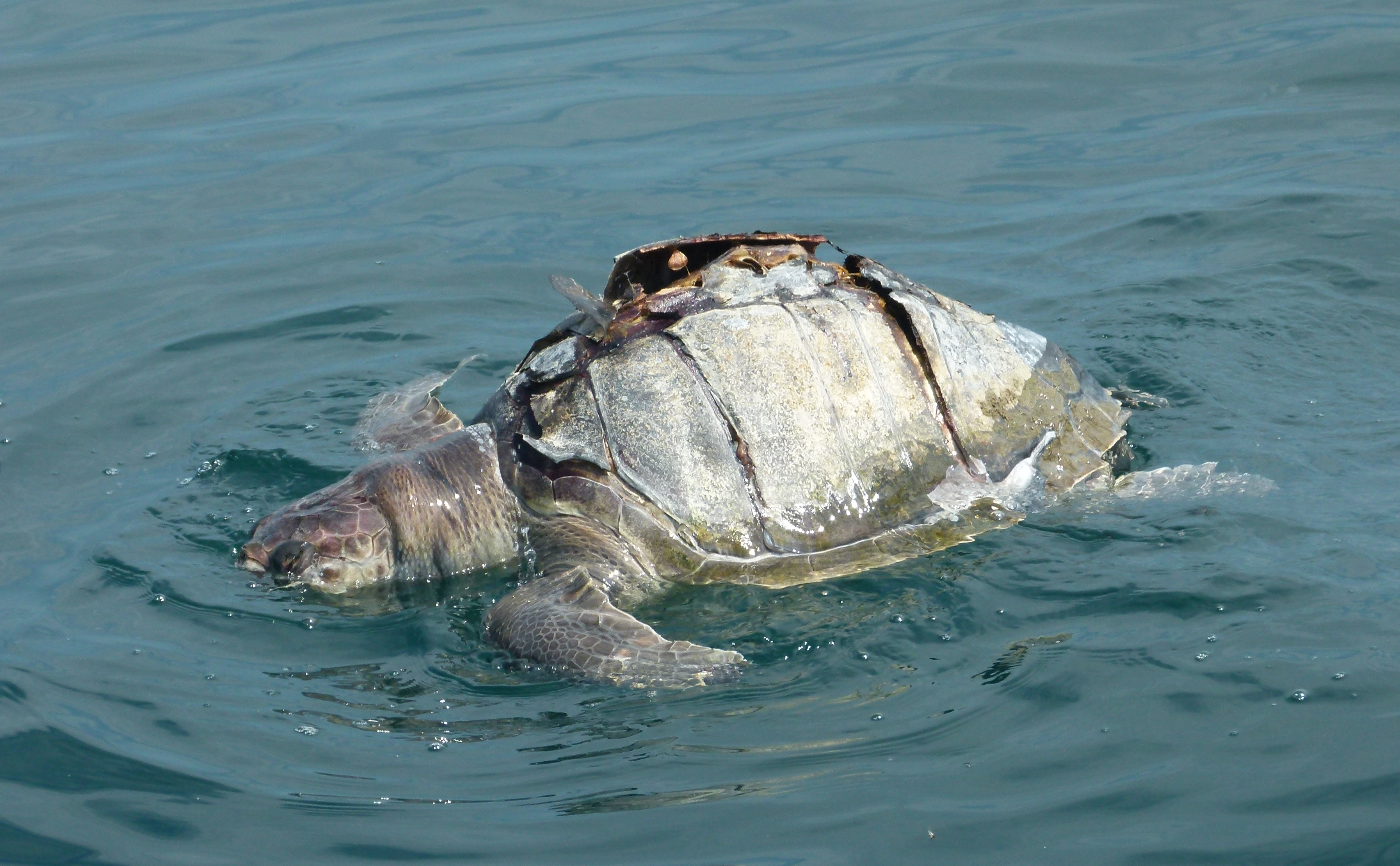
遭船舶螺旋槳傷害致命的海龜。

有幾種捕撈方式會導致棲息地遭到破壞。爆破捕魚和氰化物捕魚（許多地方將其列為非法）會危害到其周圍的海生生物棲息地。 爆破捕魚是指引爆炸藥後而捕魚的做法。氰化物捕魚是指使用氰化物讓魚昏迷後再捕獲的做法。後者常用於捕獲供食用的活珊瑚礁魚類貿易，以及供水族館魚類貿易之用。底拖網捕魚是在拖網漁船之後沿著海底拖曳漁網的做法，單次作業就可將沿途約5%到25%的海底生物移除。這種捕魚方法往往會造成大量混獲。在巴塞隆納東北方地中海的La Fonera Canyon（海溝）所做的一項研究，比較拖網捕撈和非拖網捕撈的結果，結果顯示在500至2000米深度的非拖網捕撈區域較500米深的拖網捕撈區域具有更多的生物多樣性、生物量和小型底棲無脊椎動物。大多數影響是由商業捕魚所造成。聯合國第7任秘書長科菲·安南在2005年聯合國千禧年計劃的報告中建議在2006年取消公海底拖網捕撈，以保護海底山和其他生態敏感的棲息地。但此並未實現。
美國布希總統與其他世界領導人在2006年10月中旬出面呼籲暫停深海拖網捕魚，因這種做法通常會對海洋棲息地產生有害影響，也因此會危害棲息於當地的魚類種群，但並未有進一步行動。海洋動物生態系統也可能因為食物鏈遭到破壞而崩潰。
此外，由幽靈漁網產生的幽靈捕撈（ghost fishing）是種重大威脅。當漁網（如流刺網或拖網）在海上丟失或拋棄而漂流時，會對海洋動物發生纏繞或困住的風險。根據糧農組織的負責任漁業行為守則（Code of Conduct for Responsible Fisheries），各國應採行動，盡力減少丟失和拋棄漁具的數量，以降低海洋生物受傷的機會。 

## 過度捕撈

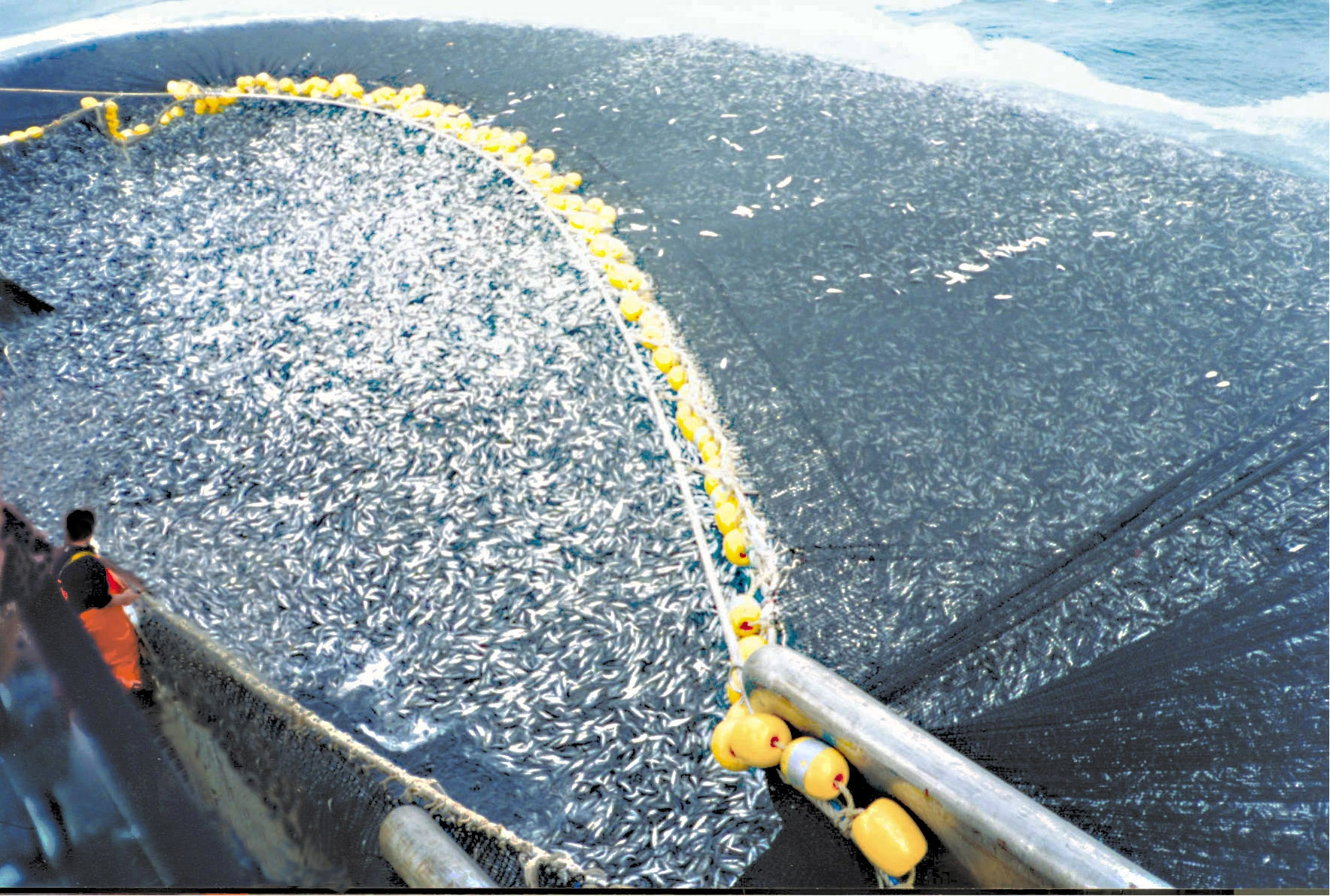
智利漁船以工業化模式捕撈竹莢魚的場景。

過度捕撈（也簡稱為過漁）是指從水體捕獲某種水產的速度大於該物種自然補充其數量的速度（即從現有水產資源中超額捕撈的行為），導致當地的物種數量越來越少。過度捕撈可發生在任何水體，例如池塘、濕地、河流、湖泊或海洋，最終發生資源枯竭、生物增長率降低和生物量水準單薄。持續過度捕撈會導致嚴重的資源匱乏，魚類達到種群貧乏境界，即無法生存。某些形式的過度捕撈，例如針對鯊魚，已導致整個海洋生態系統的混亂。
過度捕撈的類型有：成長過漁（growth overshing）、加入過漁（Recruitment overfishing）、生態系統過漁（ecosystem overfishing）。
漁業從過度捕撈中恢復的能力取決於其環境承載力和生態多樣性是否適合。物種組成發生巨大變化可能導致生態系統轉變，由其他平衡能量流造成的物種組成會與原始魚類枯竭之前存在的物種組成不同。例如，一旦鱒魚被過度捕撈，鯉魚會利用競爭平衡的變化予以取代，讓鱒魚無法重新建立起原來的數量。
自全球漁業企業在20世紀50年代發展以來，集約化捕撈已從原來集中在少數區域擴展到幾乎所有漁場。底拖網捕撈在海底的刮擦對珊瑚、海綿和其他生長緩慢的海底生物界物種具有毀滅性，它們無法迅速恢復，而這些海底區域又是商用漁業物種的棲息地。這種破壞把生態系統的功能改變，並可能永久改變物種的組成和生物多樣性。混獲是捕魚過程中意外捕獲的其他物種，縱然將其送返海洋，多數會因受傷或是暴露而死亡。混獲的數量約佔所有漁獲物的4分之1。在捕蝦的作業，混獲物比捕獲的蝦要多5倍。
糧農組織在2020年發表的一份報告指出，“世界海洋漁業在2017年的捕獲，有34%的種群被歸類受到過度捕撈”。:54緩解這情形的方案有：政府監管、取消補貼、盡量降低捕撈影響、以水產養殖取代和提高消費者的認知。

## 生態破壞
過度捕撈會導致海洋生態系服務受到濫用。捕撈會對魚類種群造成負面生理和心理影響，包括壓力水準增加和身上卡著魚鉤的身體傷害。當超過閾值時，環境會出現遲滯現象。更具體地說，在黑海海洋生態系統中就發現有因過度捕撈和各種人類活動而造成的不利結果。由於關鍵魚類（如軟棘魚科（幾種方頭魚）和石斑魚，因其具有生態系統工程師的功能）受到過度捕撈，也會導致生態受到破壞。 
針對特定、有市場需求的水產捕撈，也會把食物網破壞。像沙丁魚和鯷魚等獵物型的魚類被捕撈過多，會降低捕食者的食物來源。對位居蜂腰型食物鏈腰部的小型魚類（wasp-waist species）過度捕撈，會對整個生態系統造成影響。但如果是針對捕食者（如鮭魚和鮪魚）做過度捕撈，會導致獵物種群增加。
過度捕撈和海洋污染也會影響海洋儲存碳的能力，而導致氣候變化。 儲存在海床沉積物中的碳會因受到底拖網的擾動而釋放進入大氣。

## 捕撈引發的進化
捕撈引發的進化（也稱捕撈對進化的影響）是由捕撈壓力產生的水生物種進化（例如身體大小或生長情況）的影響。這情況由選擇性捕撈造成，較大的魚容易被捕獲。此外，基於保護幼魚的設想而制定的可捕撈最小的魚規則，通常受到赦免的是生長緩慢的個體，如此也會對種群產生許多負面影響。

## 混獲

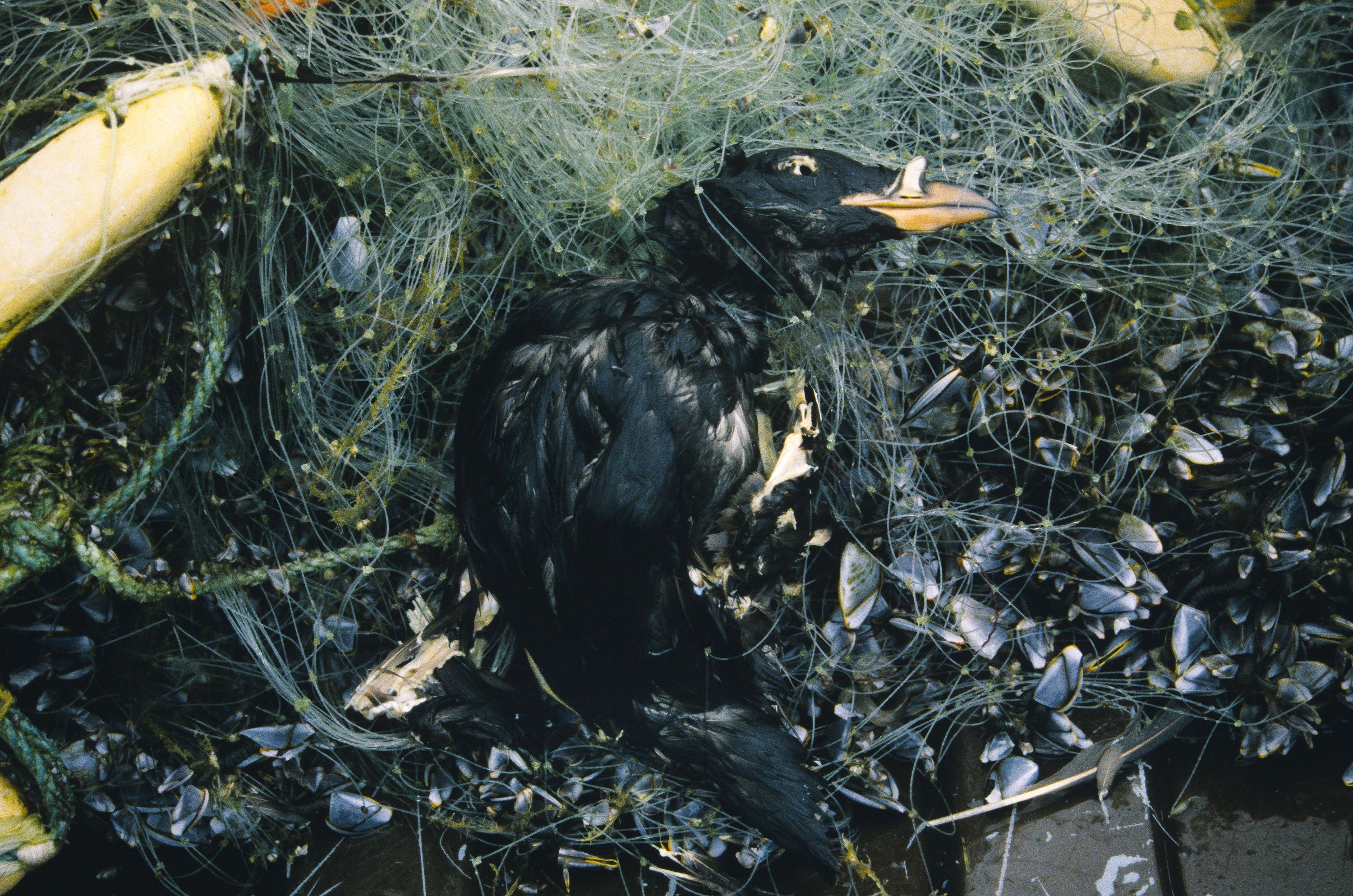
無意中被漂流漁網纏繞致死的海鳥

所謂混獲，是漁獲物中不屬於選項的水產，通常由漁具操作不妥而發生，混獲會被廉售，或是遭到拋棄（因而偶爾有丟棄物的稱法）。即使是休閒捕魚者也會在釣場岸邊丟棄大量非選項和甚至是選項的魚類。每捕獲1磅選項物種，就會捕獲多達5磅的混獲。 全球每年捕獲的魚類中有多達40%（630億磅）被丟棄，每年有多達650,000頭鯨、海豚和海豹因漁船而致死。

## 捕鯊割鰭和撲殺鯊魚

### 捕鯊割鰭
所謂捕鯊割鰭是從鯊魚身上割下鰭，並將其餘拋回海中的行為。拋入海的鯊魚通常還活著，因失去鰭，而失去游泳能力，最後沉入海底因窒息而亡，或被其他捕食者吃掉。研究顯示每年有7,300萬條鯊魚受此種對待，但科學家們指出實際數字會更高，估計每年受害的鯊魚大約有1億條。如此大量鯊魚死亡對海洋生態系統產生災難性的危害。（參見捕鯊割鮨#影響）

### 撲殺鯊魚
所謂撲殺鯊魚是透過政府運作的“鯊魚控制”計劃來獵殺鯊魚。這些項目的目的是為降低鯊魚襲擊人類的風險，但環保主義者表示如此做並不能降低鯊魚襲擊的風險，並說撲殺鯊魚會損害海洋生態系統。目前在澳大利亞的新南威爾斯州、昆士蘭州，南非的夸祖魯-納塔爾省和法屬留尼汪仍有撲殺鯊魚的措施。昆士蘭州的“鯊魚控制”計劃在1962年至2018年間約殺死50,000條鯊魚，使用的是防鯊網和防鯊浮標線等致命裝置。但也有為數不低的其他動物，如海龜和海豚成為混獲而致命。昆士蘭州的此類計劃被稱為“過時、殘忍和無效”。新南威爾斯州的鯊魚撲殺計劃（使用防鯊網）已殺死數以千計的鯊魚、海龜、海豚和鯨。夸祖魯-納塔爾省的撲殺鯊魚計劃在30年內殺死超過33,000條鯊魚。

## 海洋廢棄物

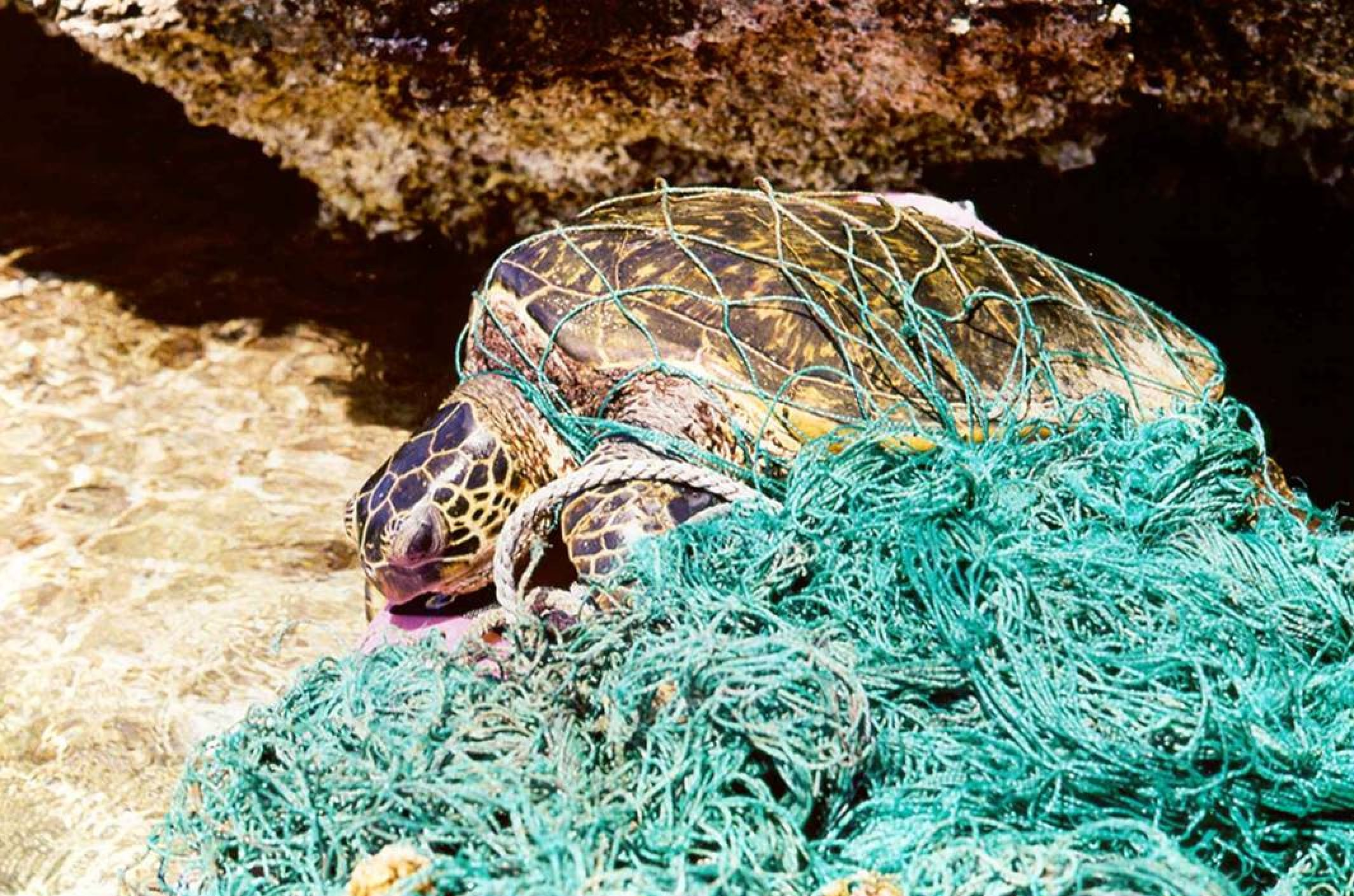
受幽靈漁網纏繞住的海龜。

最近的研究顯示浮標、釣線和漁網等漁業廢棄物佔海洋中大型塑料廢棄物的3分之2以上（按質量計算），在太平洋垃圾帶中，僅漁網一項在廢棄物中佔比就至少有46%。同樣在韓國海岸發現的塑料廢棄物中，主要是漁業廢棄物。海洋生物與這些廢棄物間有兩種相互作用的方式：糾纏（纏繞或是困住動物），或是攝入（有意或無意）。兩者均有害。海洋中的舊漁網或拖網形成的廢棄物通常與幽靈捕魚（ghost fishing）等現像有關，不斷有幽靈漁網纏繞和困住海洋生物。在日本南部對章魚所做研究指出，該地區漁場每年章魚因此死亡的數目估計為212,000–505,000隻，多數是因幽靈捕魚所造成。跟踪垃圾和監測人類處理廢棄物的流向，尤其是與漁業有關的，是種減少海洋廢棄物的方法。使用無人操作清理廢棄物船等具有技術或機械上創新的機具，可進一步減少海洋廢棄物的數量。 

## 休閒捕魚的影響
休閒捕魚是為娛樂或是競賽而進行的捕魚。而商業捕魚是為謀利而做的捕撈，通常都是大規模從事。兩者都會對環境產生不同的影響。
許多人認為休閒捕魚對魚類沒太大影響，但實際上此活動的捕獲量佔美國整體捕撈量近4分之1，且其中許多是具有商業價值的魚類。休閒捕魚對海洋廢棄物、過度捕撈和魚類死亡率的影響最大。休閒捕魚中的釋放後死亡率與商業性捕魚中混獲所造成的影響相同。研究顯示在全球改善休閒捕魚管理，可產生與改革商業捕魚規模相同的社會效益。 

### 釣獲放流
有幾種做法可減少釣獲放流對環境造成的負面影響，包括：釣魚期間使用的魚鉤的持續時間、時機和魚鉤類型。為提高這種活動的有效性並減輕其負面影響，針對特定物種要採用不同的指南。這類指南針對特定魚類的所在、交配和遷徙週期而制定特殊的規則。在2005年做的一項統合分析，發現釣獲放流造成魚類的平均死亡率為18%（因物種而異）。在休閒捕魚活動中有廣泛採釣獲放流的風氣，此有利於讓魚類種群維持於穩定水準，而讓商業捕魚能獲得社會和經濟效益。把釣獲放流與生物遙測結合運用，讓研究者能取得此捕撈方式對魚類的生物學影響，以便制定未來的保護工作和補救措施。

## 對策

### 漁業管理
增加魚類種群數量，把不利環境影響和生態干擾程度降低的一種方法是採傳統的漁業管理。傳統漁業管理本質上涵蓋有漁業管理的各個方面，但也包含對所用的漁具和設定捕撈量限額，把社區引入參與保護工作以及為禁漁區做清楚的定義。要執行前述措施，就得先做好資料收集及分析的工作。
以生態系統為中心的漁業管理是另一種用作魚類保護和修復影響的方法。這種以生態系統為中心的管理不單關注特定海洋生物的保護，而是對環境中的各種魚類作管理。為增進此類型的管理，重要的是要減少進入障礙，以便更易為全球漁業採用。
許多政府和政府間機構均實施目的在遏制捕撈對環境影響的管理政策。漁業保護的目的是控制人類活動，避免完全減少魚類種群或消除整個水生環境的結果。施行法律包括設定特定物種總捕獲量的配額、工作量配額（例如出海天數）、特定區域准入的船隻數量，以及季節性限制。
在2008年曾對個人捕撈配額做過大規模研究，並未得到有力證據證明這種配額方式有助於防止漁產崩潰和把衰退的魚類種群恢復。

### 水產養殖

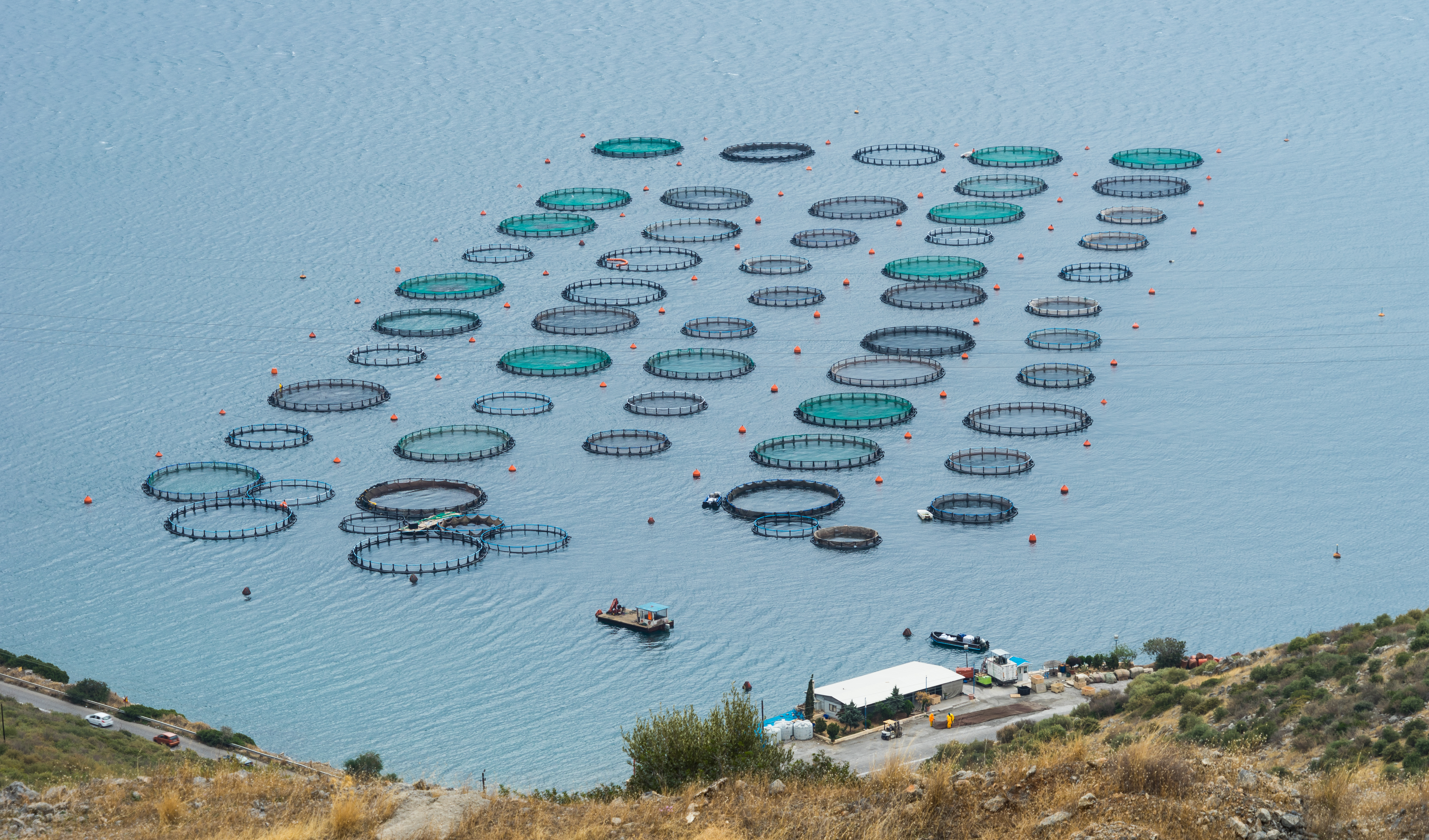
位於希臘埃维亚岛沿海城镇阿马林索斯的海上水產養殖作業。

水產養殖被提議當作傳統捕撈野生魚類更具可持續的替代。但水產養殖又被發現對附近的野生魚類有負面影響（例如把疾病和寄生蟲傳染給野生的洄游魚類，由於通常養殖採密集方式，會有多餘的營養物質及魚類排泄物污染飼養環境及附近區域，而養殖場密佈的塑料管線會擾亂海岸的生態系統），而飼養如鮭魚等掠食性魚類，又需依賴摻有由捕獲的飼料魚所製造的魚粉和魚油的飼料。
養殖魚類逃離圍欄的情況常會發生，而導致非本地物種被引入當地自然環境。養殖品種與同類野生魚類雜交後，可能會導致其後代適應性下降。

### 海洋保護區
設立海洋保護區有助於促進環境保護和海洋野生動物安全。保護區本身是透過環境保護計劃或政策而建立。珊瑚礁是應用海洋保護計畫而建立保護區的眾多例子之一。在美國、加勒比地區、菲律賓和埃及也有設立海洋保護區的倡議。為減輕捕撈對海洋環境的負面影響，設立海洋保護區可創造、加強和重新引入生物多樣性，其主要好處是為棲息地和當地物種產生正面的影響。

### 相關書籍
- The End of the Line: How Overfishing Is Changing the World and What We Eat（英语：The End of the Line: How Overfishing Is Changing the World and What We Eat）
- One Fish, Two Fish, Crawfish, Bluefish（英语：One Fish, Two Fish, Crawfish, Bluefish）

## 進一步閱讀
- Castro, P. and M. Huber. (2003). Marine Biology. 4thed. Boston: McGraw Hill.
- Hampton, J.; Sibert, J. R.; Kleiber, P.; Maunder, M. N.; Harley, S. J. . Nature. 2005, 434: E2–E3.
- Maunder, M.N.; Sibert, J.R.; Fonteneau, A.; Hampton, J.; Kleiber, P.; Harley, S. . ICES Journal of Marine Science. 2006, 63 (8): 1373–1385. doi:10.1016/j.icesjms.2006.05.008 .
- Myers, Ransom; Worm, Boris. . Nature. 2003, 423 (6937): 280–3. Bibcode:2003Natur.423..280M. PMID 12748640. S2CID 2392394. doi:10.1038/nature01610.
- Polacheck, T. . Marine Policy. 2006, 30 (5): 470–482. doi:10.1016/j.marpol.2005.06.016.
- FAO Fisheries Department. (2002). The State of World Fisheries and Aquaculture. Rome: Food and Agriculture Organization of the United Nations.
- Sibert;  et al. . Science. 2006, 314 (5806): 1773–1776. Bibcode:2006Sci...314.1773S. PMID 17170304. S2CID 7449502. doi:10.1126/science.1135347.
- Walters, C. J. . Canadian Journal of Fisheries and Aquatic Sciences. 2003, 60 (12): 1433–1436. S2CID 16062938. doi:10.1139/f03-152.

## 外部連結
- Pelagic Fisheries Research Program
- International Collective in Support of Fishworkers website （页面存档备份，存于）
- United Nations conference in criticism of deep-sea trawling
- Bush backs international deep-sea trawling moratorium
- Re-interpreting the Fisheries Crisis seminar by Prof. Ray Hilborn
- UK Database of commercially sold fish with stock status （页面存档备份，存于）
- Database on stock status of US seafood
- Conservation Science Institute （页面存档备份，存于）
- The facts about the Commercial Fishing Environment
- Global Fishing Fleets Project Regeneration